# Säkerhetskopiering
Säkerhetskopiering (eng: backup) är kopiering av data för att kunna återställa det om originalet skadas eller försvinner. Säkerhetskopiering ingår som en viktig del av administration av datasystem, men också enskilda användare rekommenderas att spara kopior av viktiga filer. I synnerhet sådana privata kopior kan användas också för att återställa en viss version av ett dokument.
Säkerhetskopior lagras oftast på ett medium frånskilt det medium originalet kopieras från. Vanligt är att hemanvändare kopierar filerna till USB-minnen eller externa hårddiskar eller bränner sina filer på CD eller DVD (tidigare diskett) och företag skickar sina filer via ett datornätverk till en central dator. För stora mängder data används ofta magnetband tillsammans med bandstationer och ibland bandrobotar. Ofta görs säkerhetskopiering online för att förvara viktiga data på en annan geografisk plats.
Säkerhetskopiorna har framförallt två användningar: återställande av enskilda filer som gått förlorade och återställande av hela systemet efter dataintrång, omfattande hårdvarufel eller olyckor (till exempel brand eller översvämning).
Vid återställande av hela systemet på en gång är det väsentligt att de relevanta säkerhetskopiorna finns tillgängliga i någorlunda enhetlig form, till exempel inte utspridda på ett stort antal magnetband eller cd-skivor. För att säkerhetskopiorna skall täcka också nya versioner av filerna bör nya säkerhetskopior av ändrade filer göras ofta. En kompromiss mellan dessa mål är att en fullständig säkerhetskopia av systemet tas med längre mellanrum (till exempel månatligen), medan filer förändrade sedan senaste större säkerhetskopiering lagras skilt, ofta i flera nivåer (filer ändrade under veckan eller senaste dag).
Det finns också ofta en motsättning mellan å ena sidan hur lätt säkerhetskopieringen och hur lättillgängliga säkerhetskopiorna är och å den andra hur tryggade de är mot vissa hot: säkerhetskopior tillgängliga över nätet kan komma att förstöras genom dataintrång, kopior lagrade på en närbelägen maskin kan förstöras genom samma blixtnedslag och kopior nära datorn kan förstöras vid samma brand.

## Säkerhetskopiering på nätet
Förutom att säkerhetskopiera på enheter anslutna lokalt kan säkerhetskopieringen göras över nätet. Man kan antingen skapa säkerhetskopian lokalt och överföra den med normala filöverföringsprogram (ftp, scp etc.) eller använda program som jämför det lokala filsystemet med en kopia (eller en beskrivning av kopian) på den andra datorn, med säkerhetskopieringsprogramvara eller till exempel programvara för spegling (till exempel rdist). Någon kopia bör förvaras otillgänglig från nätet så att den inte kan förstöras vid dataintrång.
Det finns även molntjänster som erbjuder automatisk säkerhetskopiering till ett lagringsutrymme på Internet, såsom F-secure och Diino.